# Garganchón
Garganchón es una localidad del municipio burgalés de Pradoluengo, en la Comunidad Autónoma de Castilla y León (España). 
La iglesia está dedicada a san Tirso mártir.

## Localidades limítrofes
Confina con las siguientes localidades:
- Al norte con Ezquerra.
- Al noreste con Villagalijo.
- Al este con Pradoluengo.
- Al sur con Santa Cruz del Valle Urbión.
- Al suroeste con Valmala.
- Al oeste con Rábanos.

## Demografía
| Gráfica de evolución demográfica de Garganchón entre 1842 y 1970 |
| |
| Población de derecho según los censos de población del INE Población de hecho según los censos de población del INEEntre el censo de 1981 y el anterior, este municipio desaparece porque se integra en el municipio Pradoluengo. |

Evolución de la población
| Gráfica de evolución demográfica de Garganchón entre 2000 y 2017   |
|                                                                    |
| Población de derecho (2000-2017) según el padrón municipal del INE |

## Historia
Así se describe a Garganchón en el tomo VIII del Diccionario geográfico-estadístico-histórico de España y sus posesiones de Ultramar, obra impulsada por Pascual Madoz a mediados del siglo XIX:

Villa con ayuntamiento en la provincia, diócesis, audiencia territorial y capitanía general de Burgos (8 leguas), partido judicial de Belorado (2); Situada a la boca de una garganta que forman las cuestas que le dominan por E y O teniendo al S una explanada; el clima es frío; reinan los vientos NE y O, siendo las enfermedades más comunes reumas y pulmonías. Consta de 62 casas inclusa la consistorial; escuela de ambos sexos concurrida por 30 alumnos bajo la dirección de un maestro dotado con 900 reales; una fuente muy abundante dentro de la población y muchas en el término, cuyas aguas aunque gruesas son sin embargo de buena calidad; una iglesia parroquial (San Tirso) servida por un cura párroco y un sacristán; y por último una ermita (San Cristóbal) situada extramuros al pie de una cuesta. Confina el término N Ezquerra; E Pradoluengo y Villagalijo; S Barbadillo de Herreros y Pineda, y O Villamudria, Rábanos y Valmala. El terreno es de mediana clase; hay un río que, naciendo al N de la sierra de Pineda, dirige su curso hacia Belorado, bañando por la derecha los términos de Villagalijo y Ezquerra, y por la izquierda la granja de Arcendillo; hallándose al N, E y O los montes Rebollar, Encinar y Quemada, y al S la sierra; aquellos poblados de robles y encinas, y esta de hayas; se cultivan también algunos prados, los cuales crían excelentes yerbas y con abundancia. Caminos: los que dirigen a Belorado, Pradoluengo, Valmala y Villafranca, todos en mal estado. Correos: la correspondencia se recibe de Belorado por el valijero de Pradoluengo los domingos, miércoles y viernes, saliendo los martes, jueves y sábados. Producciones: trigo, centeno, cebada, avena, legumbres, patatas, nabos, buenas yerbas y hortalizas, manzanas, peras y ciruelas; ganado vacuno, lanar, cabrío, yeguar y de cerda; caza de jabalíes, corzos, liebres, perdices y codornices; y pesca de abundantes y delicadas truchas. Industria: la agrícola, 2 molinos harineros y 3 batanes. Población: 30 vecinos, 117 almas. Capital productivo: 463.300 reales. Imponible: 44.342. Contribución: 1.989 reales 15 maravedíes. El presupuesto municipal asciende a 1.600 reales y se cubre con los productos de arbitrios.
Diccionario geográfico-estadístico-histórico de España y sus posesiones de Ultramar